# Бартоломеј Баро Бошковић
Бартоломеј Баро Бошковић (Дубровачка република, 27. април 1699 — Реканати, 5. мај 1770) је био дубровачки књижевник и песник.

## Биографија
Био је син Пауле Бетера и Николе Бошковића, трговца родом из Херцеговине, а брат познатог научника Руђера Бошковића. Име је добио по свом деди по мајци, Бару Бетери, чија породица је пореклом из Бергама, у Италији.
Баро Бошковић је углавном писао на латинском језику и потписивао се као Bartholomaeus Boscovich. Његов брат Петар, као и сестра Аница, којој је био узор, такође су били песници. Он није написао много песама, а још мање је остало иза њега, јер је већи број песама уништен.
Баро је у раној младости (1714) приступипо језуитском реду, као и Руђер и готов цео живот је провео у Италији.